# Pelliceira
Pelliceira (asturisch A Peliceira) ist ein Ort und gleichzeitig Namensgeber einer Kirchgemeinde (span. Parroquia) in der Gemeinde Ibias der spanischen Provinz Asturien.
Diese Parroquia hat eine Gesamtfläche von 18,54 km² und zählte 2011 9 Einwohner. Pelliceira liegt auf einer Höhe von 1128 m über dem Meeresspiegel mit dem Pena Rogueira, 1961 m als höchste Erhebung. Pelliceira liegt 15 Kilometer von der Regionalhauptstadt San Antolín de Ibias entfernt.

## Sehenswürdigkeiten
- Pfarrkirche

## Feste
- Fiesta de San Bernardino am 20. Mai

## Dörfer und Weiler
- Arandojo (Arandoxo)- 1 Einwohner 2011
- Pelliceira - 8 Einwohner 2011 42° 57′ 54″ N, 6° 50′ 14″ W